# Hechicería novohispana
La hechicería se entiende como un conjunto de conocimientos, prácticas y técnicas que se emplean para dominar de forma mágica el curso de los acontecimientos y, en ocasiones, la voluntad de las personas. Desde el siglo XII la brujería y la hechicería se consideraban actos reprobables y sancionables porque afectaban al alma y cuerpo de las personas; además, se decía que dichas prácticas lograban cambiar la voluntad o decisiones. Asimismo, existieron casos donde la salud se deterioraba, donde el embrujado o hechizado se enfermaba e incluso moría después de exponerse ante estas habilidades.

## Diferencias entre hechicería y brujería
En la Nueva España se realizaban prácticas de hechicería. Se piensa que hechicería y brujería son sinónimos; pero en dicha época cada palabra tenía su propio matiz. 
Había tres tipos de magia tipificados: 
1. La astrología judiciaria. Se relacionaba con la nigromancia porque precisaban de un libro. No era común.
2. Brujería. Cultos sectarios en los que se adoraba al demonio.
3. Hechicería. Incluía la curandería y la adivinación.

### Hechicería en Nueva España
Las hechiceras eran las mujeres curanderas y sabias de las cuales se decía que podían causar algún maleficio como trastornar o envenenar a seres humanos y animales, inducir epidemias hasta provocar conflictos matrimoniales o infertilidad. Estos poderes pertenecían a personas del pueblo.

### Brujería en Nueva España
La palabra “bruja” se usó en los siglos XIV al XVII. Fue una invención de los hombres para designar a las mujeres que tenían características de las hechiceras pero con la idea de que un ser maligno les otorgaba poderes, fórmulas y objetos para hacer maleficios. Sus acciones no eran por sabiduría sino por mantener un pacto con el Diablo.

## Hechicería e Inquisición
Tanto la hechicería como la brujería eran sancionadas por el Santo Oficio de la Inquisición según la falta que cometieran y la gravedad del asunto, pues se consideraban supersticiosas; esta institución se encargaba de identificar dichas prácticas, ya que atentaban contra las creencias de la Iglesia Católica. El Tribunal del Santo Oficio de la Inquisición llegó a América a finales del siglo XVI, en un inicio implementó las normas establecidas en España; posteriormente gestionó sus propios procedimientos de acuerdo a las particularidades sociales, económicas y culturales del territorio conquistado.
Las denuncias de las prácticas de hechicería se hacían con gran rapidez, puesto que sucedía  “en pequeñas comunidades campesinas, donde los vecinos tienen lazos estrechos de parentesco o de convivencia, todo se sabe con rapidez asombrosa; es evidente que, conocidos los métodos empleados por el Santo Oficio, la noticia de las primeras denuncias despertase entre los habitantes el temor de verse involucrados en negocios delicados, y el deseo de anticiparse a posibles denuncias les impulsara a autodenunciarse, pero denunciando a los demás”.

## Hechiceras
Las mujeres en esta época se desarrollaron en diferentes actividades, como encomenderas, trabajo en las minas o de obrajes, de comercios, de haciendas y de arriería; también en las labores domésticas, en las artesanías, la prostitución, y la esclavitud. La mujer era considerada como el sexo débil. En la sociedad novohispana debía seguir el patrón de la identidad femenina: ser bella, pudorosa, ama de casa y buena esposa; el otro camino común era enclaustrarse. La mujer sufría el ideal de un matrimonio que no correspondía con su realidad, sino que se presentaba el desengaño y la infidelidad, además del temor de perder el reconocimiento social de estar casada; razón por la cual se acercaban a las prácticas mágicas o se convertían ya sea en hechiceras o en brujas. 
Los propósitos más comunes por los que se buscaban los servicios de las brujas o hechiceras eran para sanar el mal de amores, atraer a la persona amada o contactar con espíritus de personas fallecidas. Algunos hechizos para lo primero son los siguientes:
- A las mujeres, para hacerse atractivas a los hombres: traer unas yerbas en la alforza de las naguas.
- Para que el hombre consiga a una mujer: En Jueves Santo o Viernes Santo, encender una vela "al" monte (¿En el monte? ¿Al espíritu del monte?).
- Para que a una mujer la quiera su hombre: darle sangre de su menstruo en el chocolate. También sirve el darle a beber el agua en que se lavaron las faldas usadas durante la menstruación; pero hay que tener cuidado pues si esto lo descubre el hombre le tomara aborrecimiento a la mujer y ella nunca más lo volverá a ver.
- Para una mujer que pretenda a un hombre con el mal fin de tener acto carnal con él: darle un bebedizo compuesto de la raspadura de una piedra de lumbre que llaman pedernal.
- Para saber si uno se va a casar: el día de San Juan hay que poner un huevo en agua, si se cuaja, habrá boda.[6]

Estas, entre otras, son las prácticas que se recomendaban en caso de padecer de amores. Entre las hechiceras de la Nueva España se encuentran Leonor de Isla (Veracruz), Catalina Mendoza (Veracruz),  Catalina de Olivares (Michoacán) y Gertrudis Dávila (Michoacán), quienes se conocen por realizar los conjuros anteriores.